# Campanula primulifolia
Campanula primulifolia es una especie de plantas con flores de la familia de las campanuláceas. 

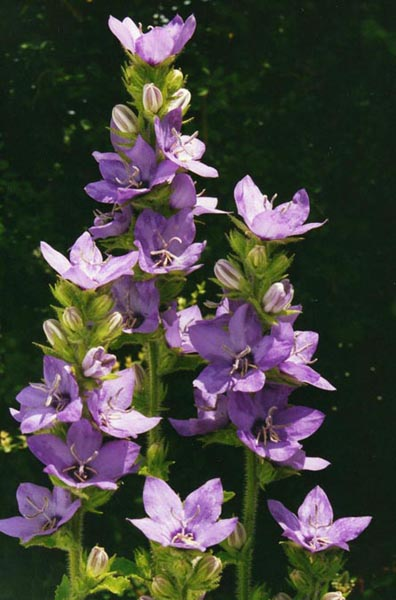
Detalle de la planta

## Descripción
Es una planta perenne, híspida. Tallos de hasta 85 cm de altura, erectos, simples. Hojas irregularmente crenadas, obtusas, a veces mucronadas las inferiores de 27 x 5,3 cm, oblongas, atenuadas en un pecíolo ancho; las medias y superiores sentadas, generalmente oblongas, con frecuencia auriculadas y ligeramente decurrentes. Flores solitarias o en grupos de 2-3 en las axilas de tus hojas. Cáliz de (15-) 20-28 mm; lóbulos de 11 -23 x 45,5 mm, de oblongos a triangular-lanceolados, agudos. Corola de 18,5-27 mm, azul. Filamentos estaminales con escama basal más o menos triangular, con nervio central muy marcado, glabra por la cara externa e híspida por la interna. Anteras de 4,8-5,5 (-6,2) mm. Ovario híspido. Estilo glabro. Cápsulas de 7-8,5 x 7-7.5 mm, más o menos redondeadas, dehiscentes por poros apicales. Semillas de 0,8-0,9 x 0,4-0,5 mm, oblongoideas, planas, aladas; ala de c. 0,1 mm de anchura. Florece y fructifica de junio a octubre.

## Distribución y hábitat
Campanula primulifolia, se encuentra sobre suelos ácidos. Se distribuye por Portugal (Beira Litoral-Coímbra, Ribatejo-
Constância, Baixo Alentejo-Odemira, Vila Nova de Milfontes, Algarve-Monchique), y sudoeste de España en la provincia de Huelva.

## Taxonomía
Campanula primulifolia fue descrita por Félix de Avelar Brotero y publicado en Flora Lusitanica 1: 288. 1804.
Citología
Número de cromosomas de Campanula primulifolia (Fam. Campanulaceae) y táxones infraespecíficos: n=18
Sinonimia
- Echinocodon primulifolius (Brot.) Kolak.
- Campanula trachelium sensu Brotero
- Campanula peregrina sensu Hoffmannsegg & Link
- Campanula alata sensu Sáez & Aldasoro[2]·[5]